# Пучнов Олександр Федорович
Олександр Федорович Пучнов (10 вересня 1902, село Глотово Мосальського повіту Калузької губернії, тепер Мосальського району Калузької області, Російська Федерація — ?) — радянський діяч, гірничий інженер, начальник вугільного комбінату «Донбасантрацит» (1948—1950). Герой Соціалістичної Праці (28.08.1948).

## Біографія
Народився в селянській родині. Трудову діяльність розпочав з одинадцятирічного віку підручним слюсаря в місті Москві. У 1915 році перебрався до Катеринослава, працював пакувальником на складі, рахівником Управління по шлюзування річки Дніпро.
З 1920 року працював в органах радянської влади: секретар відділу управління Катеринославського міського відділу охорони здоров'я губревкому, уповноваженим з продрозверстки. У 1921 році закінчив політехнічну школу (політехнікум). У 1921—1922 роках — начальник відділення штабу частин особливого призначення (ЧОП) Харківського військового округу.
У 1921 році продовжив навчання в Катеринославському (Дніпропетровському) гірничому інституті. Під час навчання продовжував працювати: технік бюро техніків і інженерів губернського відділу праці, технік дорожньої ділянки, головний інженер управління гранітних розробок. У 1931 році закінчив інститут.
З 1933 року працював на шахті № 18 імені Сталіна тресту «Чистяковантрацит». Був призначений начальником дільниці, найбільшої не тільки на шахті, а й в усьому Донбасі. У 1935 році призначений начальником дільниці на новій шахті імені Лутугіна тресту «Чистяковантрацит» Донецької області.
З 1936 року — заступник головного інженера шахти № 1-1 біс, з 1937 року — заступник головного інженера шахти № 10 біс тресту «Сніжнянантрацит» Донецької області.
З вересня 1939 року — головний інженер тресту «Советсквугілля» в місті Макіївка Сталінської області.
У жовтні 1941 року був евакуйований на схід. З грудня 1941 року працював на шахті «Центральна» тресту «Кемеровуголь» на Кузбасі.
У 1943 році повернувся на Донбас, продовжував працювати в тресті «Советсквугілля».
Член ВКП(б) з 1945 року.
З березня 1947 по травень 1948 року — головний інженер комбінату «Ворошиловградвугілля» Ворошиловградської області.
У травні 1948 — березні 1950 року — начальник комбінату «Донбасантрацит» міста Красний Луч Ворошиловградської області.
Указом Президії Верховної Ради СРСР від 28 серпня 1948 за видатні успіхи в справі збільшення видобутку вугілля, відновлення і будівництва вугільних шахт і впровадження передових методів роботи, що забезпечують значне зростання продуктивності праці Пучнову Олександру Федоровичу присвоєно звання Героя Соціалістичної Праці з врученням ордена Леніна і золотої медалі «Серп і молот».
З 1950 року — начальник шахти № 17-17-біс тресту «Рутченковвугілля» міста Сталіно, керуючий тресту «Кадіїввугілля», начальник відділу будівництва шахт «Сталінвугілля».
У 1955—1957 роках — заступник начальника головного управління вугільної промисловості Міністерства вугільної промисловості Української РСР. Потім — заступник начальника комбінату «Сталінвугілля».
З 1962 по серпень 1964 року — головний спеціаліст та заступник начальника відділу по будівництву і реконструкції шахт Донецької Ради народного господарства (раднаргоспу).
З серпня 1964 року — на пенсії в місті Донецьку.

## Нагороди
- Герой Соціалістичної Праці (28.08.1948)
- два ордени Леніна (1.01.1945, 28.08.1948)
- медаль «За трудову доблесть» (4.09.1948)
- медалі